# Hayden (Colorado)
Hayden es un pueblo ubicado en el condado de Routt en el estado estadounidense de Colorado. En el Censo de 2010 tenía una población de 1.810 habitantes y una densidad poblacional de 232,64 personas por km².

## Geografía
Hayden se encuentra ubicado en las coordenadas 40°29′7″N 107°14′32″O / 40.48528, -107.24222. Según la Oficina del Censo de los Estados Unidos, Hayden tiene una superficie total de 7.78 km², de la cual 7.78 km² corresponden a tierra firme y (0%) 0 km² es agua.

## Demografía
Según el censo de 2010, había 1.810 personas residiendo en Hayden. La densidad de población era de 232,64 hab./km². De los 1.810 habitantes, Hayden estaba compuesto por el 92.98% blancos, el 0.33% eran afroamericanos, el 0.72% eran amerindios, el 0.61% eran asiáticos, el 0.17% eran isleños del Pacífico, el 3.26% eran de otras razas y el 1.93% pertenecían a dos o más razas. Del total de la población el 8.9% eran hispanos o latinos de cualquier raza.